# Bruno Sacchi (architetto)
Bruno Sacchi (Mantova, 1º gennaio 1931 – Firenze, 27 gennaio 2011) è stato un architetto italiano.

## Biografia
Da Mantova nel 1950 si trasferì a Firenze per studiare Architettura all'università, allievo di Adalberto Libera.
Si dedicò all'edilizia residenziale e negli anni Settanta iniziò la collaborazione con l'architetto Giovanni Michelucci, divenendo ben presto il suo principale collaboratore.
Sacchi si occupò nel 1980 dell'allestimento del "Centro di documentazione Giovanni Michelucci" presso il palazzo comunale di Pistoia e delle mostre dedicate al maestro alla Palazzina Reale della Stazione di Firenze Santa Maria Novella a Firenze e nella basilica di San Domenico a Siena.
Dopo la morte di Michelucci, nel 1990, Sacchi intervenne su alcune opere da lui realizzate.
Nel 1998 presentò una proposta per la Nuova Uscita della Galleria degli Uffizi su piazza Castellani, prima del concorso dal quale risultò vincitore Arata Isozaki.

## Opere
Progetti principali

Chiesa di Santa Maria Immacolata (Longarone)

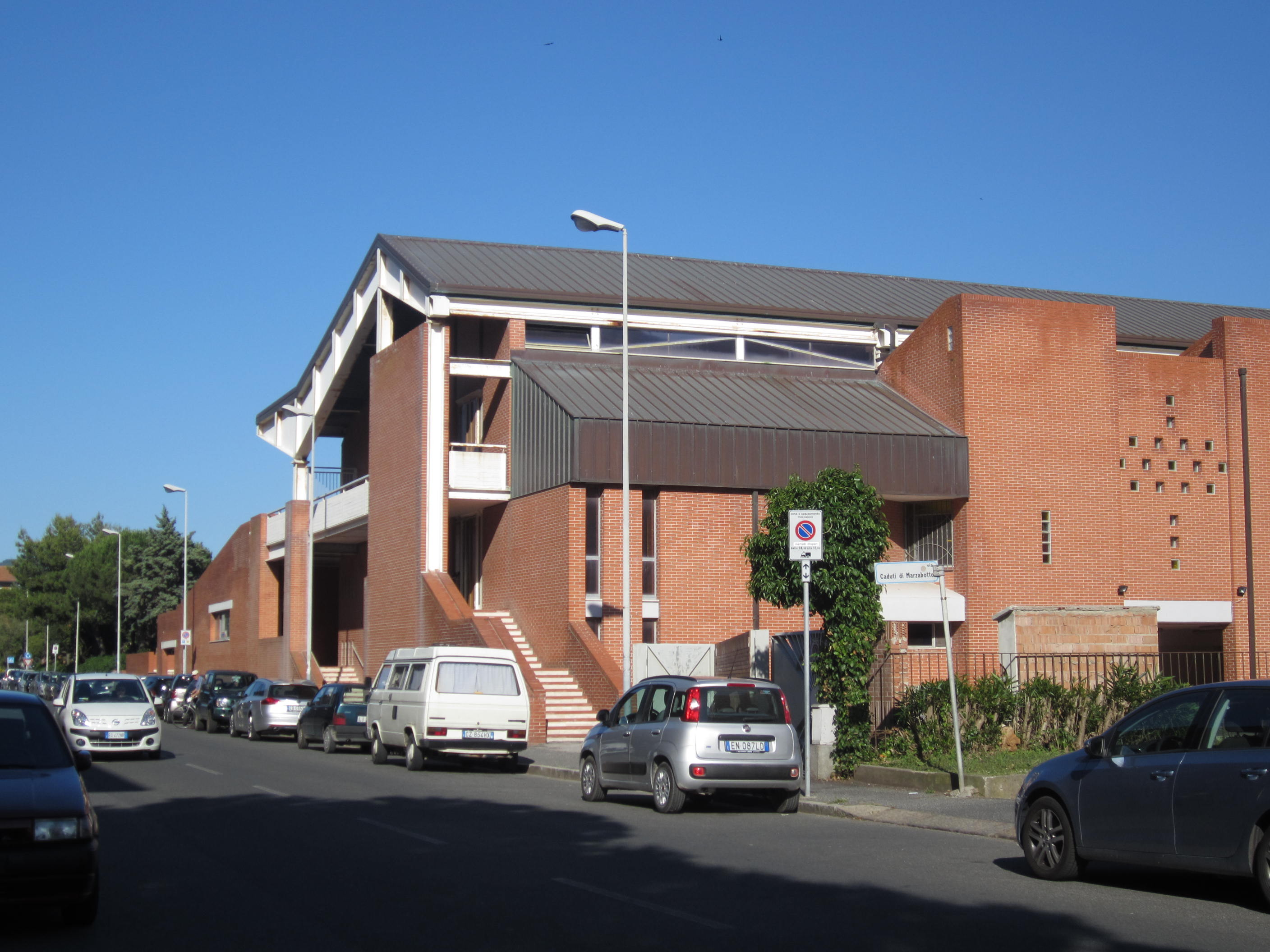
Chiesa di Santa Rosa (Livorno)

- 1973-1983 - Sede del Monte dei Paschi di Siena, Colle di Val d'Elsa, con Giovanni Michelucci
- 1966-1975 - Chiesa dell'Immacolata Concezione della Vergine, Longarone, con Giovanni Michelucci
- 1973-1973 - Lavori alla Villa Strozzi al Boschetto, Firenze, con Giovanni Michelucci
- 1974-1975 - Sede del Museo della contrada di Valdimontone, Siena, con Giovanni Michelucci
- 1973-1987 - Sistemazione Limonaia di Villa Strozzi, Firenze, con Giovanni Michelucci
- 1975-1981 - Chiesa di Santa Rosa, Livorno, con Giovanni Michelucci
- 1981 - Lavori alla sede della Misericordia di Badia a Ripoli, con Giovanni Michelucci
- 1989 -  Sistemazione del Museo Marino Marini, Pistoia
- 1990 -  Lavori alla Stazione di Firenze Santa Maria Novella, Firenze
- 1990 - Lavori alla Villa Strozzi al Boschetto, Firenze
- 2000 - Lavori alla sede Castelmontorio, Siena, con Guido Gorla
- Sistemazione della Chiesa di San Pancrazio, Firenze, con Lorenzo Papi
- Restauro della Sala Leonardo agli Uffizi, Firenze